# Youngizm
Youngizm – nurt literacki w drugiej połowie XVIII w. i na początku XIX w., jeden z przejawów preromantyzmu inspirowany twórczością angielskiego pisarza Edwarda Younga, zwłaszcza w jego poematem Myśli nocne o życiu, śmierci i nieśmiertelności (1742–45). Nawiązywała do niego tzw. poezja cmentarna w Anglii, poezja nocy i grobów we Francji i Niemczech. Typowe elementy: opisy nocnej cmentarnej scenerii połączone z moralistyką religijną, tematyką marności ludzkiego życia, rozważaniami o śmierci.